# Santissimo Nome di Maria a Via Latina (titolo cardinalizio)
Santissimo Nome di Maria a Via Latina (in latino Titulus Sanctissimi Nominis Mariae ad viam Latinam) è un titolo cardinalizio istituito da papa Giovanni Paolo II il 25 maggio 1985. Il titolo insiste sulla chiesa del Santissimo Nome di Maria.
Dal 24 marzo 2006 il titolare è il cardinale Gaudencio Borbon Rosales, arcivescovo emerito di Manila.

## Titolari
- Paulos Tzadua (25 maggio 1985 - 11 dicembre 2003 deceduto)
  - Titolo vacante (2003 - 2006)
- Gaudencio Borbon Rosales, dal 24 marzo 2006